# Primitiae Florae Werthemensis
Primitiae Florae Werthemensis (abreviado Prim. Fl. Werth.) es un libro con ilustraciones y descripciones botánicas que fue escrito por el botánico, micólogo, y  médico alemán August Wilhelm Eberhard Christoph Wibel: Fue publicado en Jena en el año 1799.